# الطاقة النووية في السعودية

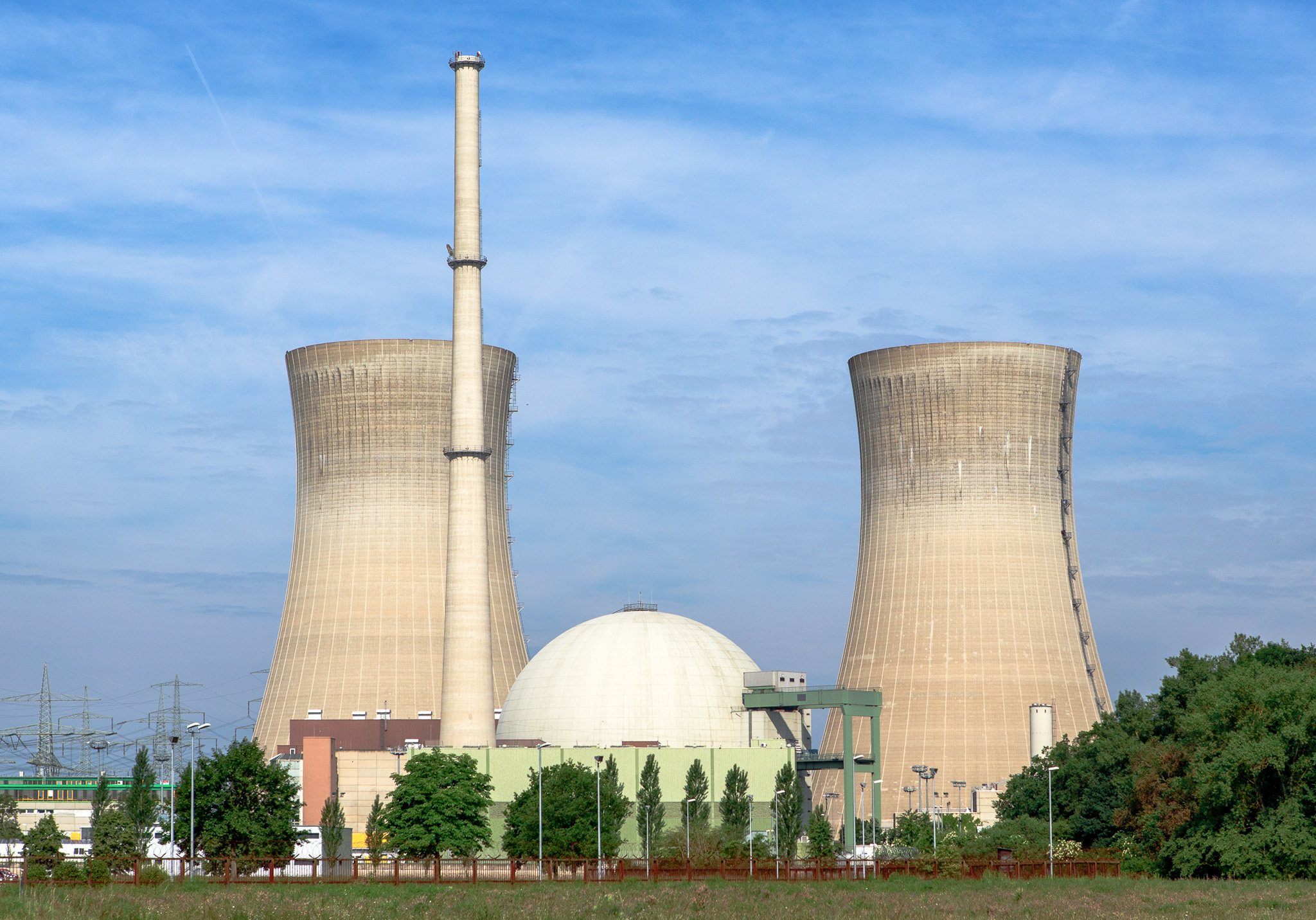
محطة طاقة نووية.

الطاقة النووية في السعودية لدى المملكة العربية السعودية خطط لإنشاء صناعة نووية محلية تحسبا لنمو كبير في استهلاك الطاقة على المستوى المحلي. مجموعة واحدة من الخطط تقترح بناء مفاعلين نوويين بحلول عام 2020 وبناء ستة عشر مفاعلًا بحلول عام 2030. وتهدف الحكومة إلى استخدام الطاقة الكهربائية التي يتم إنتاجها بدلاً من الطاقة التي يتم الحصول عليها من محطات توليد الكهرباء التي تعمل بالبترول وبالتالي تحرير النفط من أجل التصدير.

## نبذة
حاليا تنتج المملكة العربية السعودية 52 غيغاواط من 79 محطة طاقة كهربائية غير نووية. وتعتزم الحكومة إنتاج 110 غيغاواط بحلول عام 2030 وهذا يتطلب إنشاء 16 مفاعلًا بحلول عام 2019 بتكلفة تبلغ 7 مليارات دولار لكل مفاعل.
تأمل السعودية في إنتاج طاقة فائضة للتصدير رغم أن ذلك يعتمد على معدل الطلب المحلي على الطاقة الكهربائية ويتوقع بأن يكون الاستهلاك المحلي عند 75 غيغاواط بحلول عام 2018 حيث يرتفع إلى 120 غيغاواط بحلول عام 2030.

## نظرة عامة
يحتل البرنامج السعودي المركز الثاني الأكثر تطوراً في العالم العربي ، خلف الإمارات العربية المتحدة. في عام 2010 تم تأسيس مدينة الملك عبد الله للطاقة الذرية والمتجددة للإشراف على البرنامج النووي السعودي وسوف تمثل المدينة المملكة العربية السعودية في الوكالة الدولية للطاقة الذرية وتكون مسئولة عن الطاقة النووية السعودية والإشراف على إنتاج الطاقة النووية وإدارة النفايات النووية.

## الإتفاقيات

أجزاء مفاعل الماء المغلي.

لا تملك المملكة العربية السعودية منشآت لإنتاج الوقود وستعتمد على الوقود النووي من السوق العالمية. في عام 2010 تم توقيع صفقة مع توشيبا وشو لبناء مفاعلات في المملكة العربية السعودية ومع شركة إكسيلون لإدارة المرافق النووية وسوف تستخدم المجموعة إما مفاعل الماء المغلي المتقدم أو من طراز وستنجهاوس AP1000.
في فبراير 2011 وقعت المملكة العربية السعودية أول اتفاقية نووية مع فرنسا الشركة الرائدة في مجال تصدير التكنولوجيا النووية. ومن المتوقع أن المملكة العربية السعودية سوف تقوم ببناء عدد من المفاعلات النووية في المستقبل القريب بمساعدة فرنسا لتوسيع الاستخدام السلمي للطاقة النووية.في مارس 2015 تم توقيع مذكرة تفاهم بين المملكة العربية السعودية وكوريا الجنوبية. وقد يؤدي ذلك إلى بناء مفاعلين اثنين على الأقل من تصميم كوريا الجنوبية في المملكة العربية السعودية.

## مفاعل الأبحاث النووية السعودي
في 13 ديسمبر 2023 صرح مدير الوكالة الدولية للطاقة الذرية رافائيل جروسي  إن مفاعل الأبحاث النووية السعودي، "أوشك على الاكتمال"، موضحاً أن الوكالة تناقش مع الرياض عمليات التفتيش الضرورية. وأضاف رافائيل جروسي، أن شركة Invap الأرجنتينية، التي قامت ببناء المفاعل، أنهت الوقود و سيتم شحنه إلى السعودية. وفي سبتمبر 2023 صرح وزير الطاقة السعودي الأمير عبد العزيز بن سلمان "إن السعودية تعمل على تطوير الاستخدامات السلمية للطاقة النووية في مختلف المجالات بالتعاون مع الوكالة الدولية للطاقة الذرية، بما في ذلك مشروع المملكة الوطني للطاقة النووية، الذي يتضمن إنشاء أول محطة نووية في البلاد".